# Компус, Иманд
Арвет-Иманд Компус (эст. Arvet-Imand Kompus; род. 16 ноября 1942 года) — советский пловец в ластах.

## Карьера
И. Э. Компус — чемпион Европы по подводному плаванию и подводному ориентированию. Многократный призёр чемпионатов мира, Европы, СССР и Эстонии по подводному плаванию и подводному ориентированию.
Его жена — Тийна Компус (урожд. Тёкке, род. 1948) — также известная спортсменка-подводница.
Сын — Рейн Компус (род. 1977) — эстонский спортсмен-подводник.